# کفش لوتوس
کفش لوتوس کفشی است که توسط زنان چینی به منظور بستن پا پوشیده می‌شد. این کفش‌ها معمولاً از جنس پنبه یا ابریشم بودند که با ظرافت خاصی درست شده بودند و آنقدر کوچک بودند که در کف دست انسان جا می‌شدند. بعضی از طرح‌های ساخته شده از این نوع کفش دارای پاشنه و کف گوه شکل است. کفش‌های لوتوس در اندازه‌ها و رنگ‌های متنوعی ساخته شده بود و به طور معمول این کفش‌ها به وسیله طرح‌های دوخته شده از حیوانات و گل‌های پیچک تزیین شده بودند. بعضی از طرح‌های این نوع کفش فقط نوک پا را می پوشاند که به زنانی که زیر دامن بلند آن را می‌پوشیدند، این توهم را می‌داد که دارای یک پای کوچک متصل به خود هستند.
اگرچه بستن پا دیگر رایج نیست ولی این کفش‌ها هنوز در موزه‌ها و کلکسیون‌های خصوصی یافت می‌شود.